# Camponotus massinissa
Camponotus massinissa är en myrart som beskrevs av Wheeler 1922. Camponotus massinissa ingår i släktet hästmyror, och familjen myror. Inga underarter finns listade.